# ديفيد بيليني
ديفيد بيليني (بالإيطالية: David Bellini)‏ هو كاتب سيناريو ومخرج إيطالي، ولد في 7 نوفمبر 1972 في غروسيتو في إيطاليا، وتوفي في 20 أكتوبر 2016 في لوس أنجلوس في الولايات المتحدة.

## وصلات خارجية
- ديفيد بيليني على موقع IMDb (الإنجليزية)
- ديفيد بيليني على موقع كينوبويسك (الروسية)